# Estación Sindang

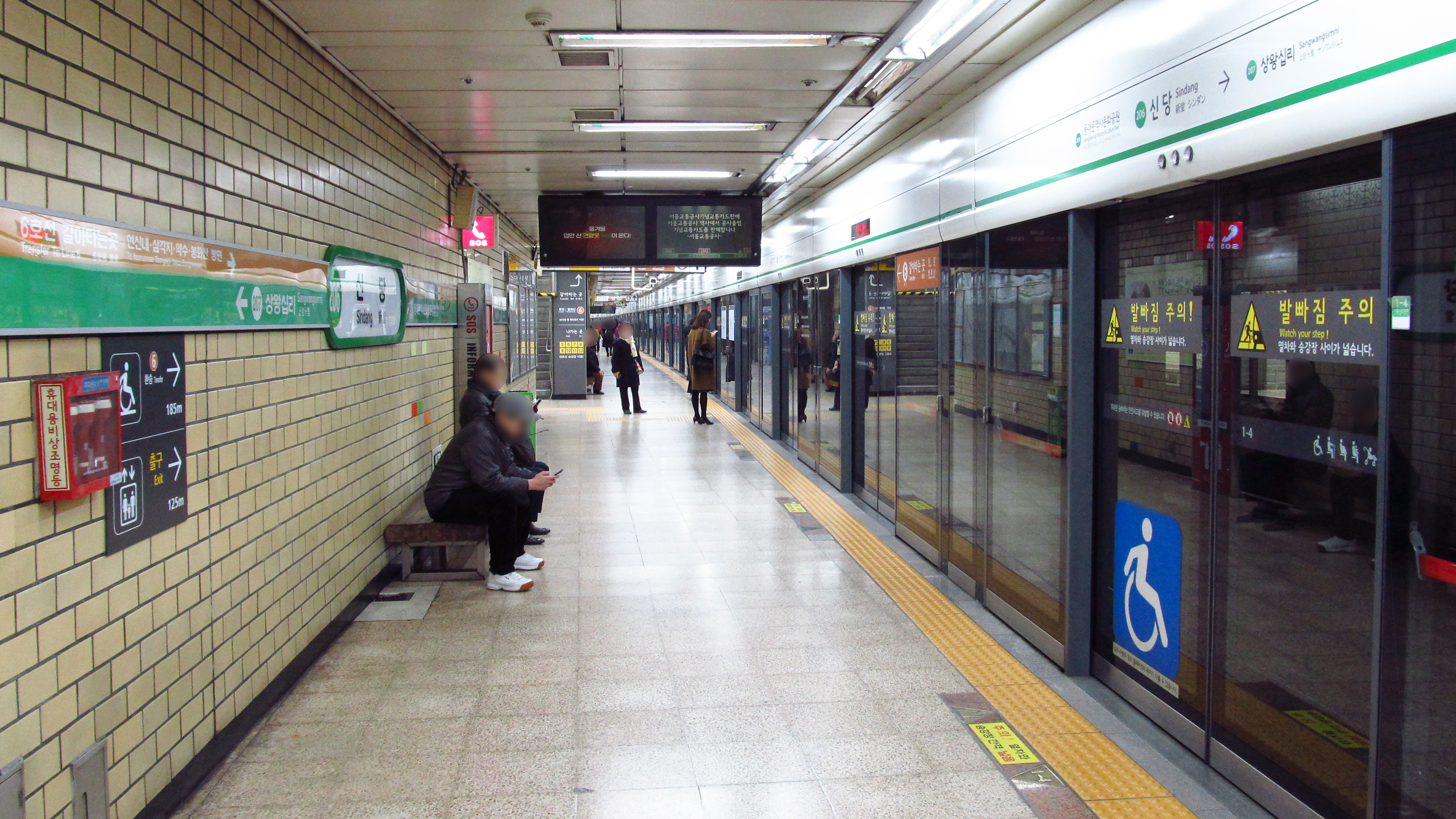
Plataforma de la estación.

Estación Sindang (Sindang-yeok) es una estación de transferencia para la Línea 2 y la Línea 6 del Metro del Seúl. La estación está localizada en Jung-gu, Seúl.